# Arracacia arguta
Arracacia arguta là một loài thực vật có hoa trong họ Hoa tán. Loài này được (Rose) Mathias & Constance mô tả khoa học đầu tiên năm 1941.